# Alpinopet

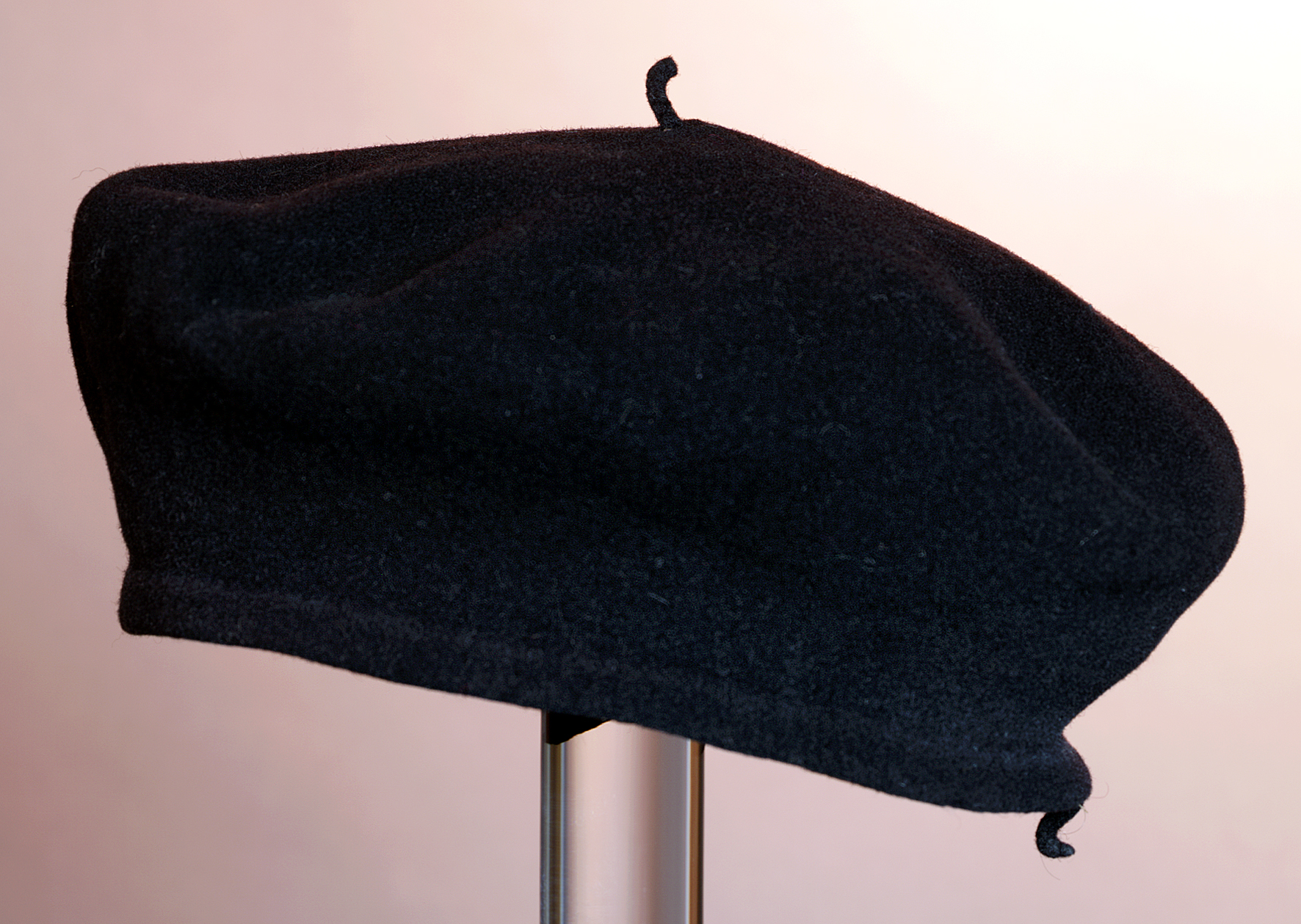
Alpinopet (1930)

Een alpinopet of alpino is een plat, meestal zwart hoofddeksel met een kenmerkend steeltje.  Het is een eenvoudig mutsje dat lijkt op een baret en maakt al meer dan een eeuw deel uit van de Franse identiteit, vooral in verband met de Baskische en Bretonse cultuur.
Het woord alpino is waarschijnlijk afgeleid van de Italiaanse Alpini, Alpenjagers. 
De chasseurs alpins, elitetroepen van het Franse leger, droegen ook zulk soort baretten.
De alpinopet wordt gemaakt van vervilte wollen stof, heeft een leren bies langs de rand en een kenmerkend steeltje (cabillou) bovenop. Het mutsje is meestal zwart of donkerblauw maar kan als mode-accessoire in verschillende kleuren voorkomen. De alpinopet wordt zowel door mannen als door vrouwen gedragen.
De alpinopet wordt traditioneel geassocieerd met bepaalde Franse bevolkingsgroepen, zoals plattelandsbewoners, kunstenaars en ambachtslieden. Het hoofddeksel werd vermoedelijk in de eerste helft van de twintiger jaren van de twintigste eeuw in Nederland geïntroduceerd, en de populariteit bereikte een hoogtepunt in de vijftiger jaren.

## Wetenswaardigheden
- De naam alpino wordt alleen in de Nederlandse taal gebezigd. In het Frans spreekt men van een béret basque
- In de jaren 1970 tot 1980 was het een van de iconische kenmerken van het Simplisties Verbond van Kees van Kooten en Wim de Bie.

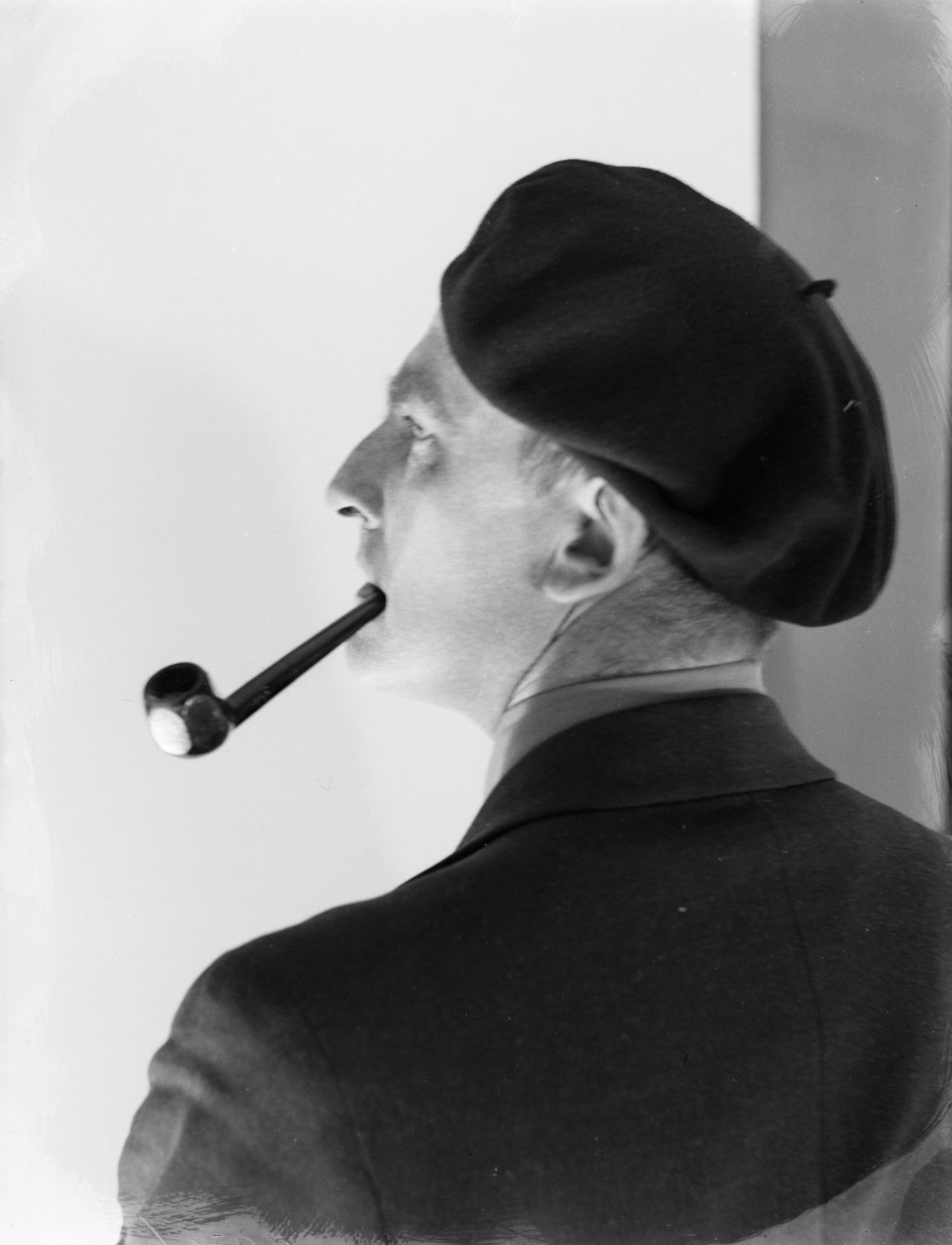
Schrijver Martien Beversluis (1932)
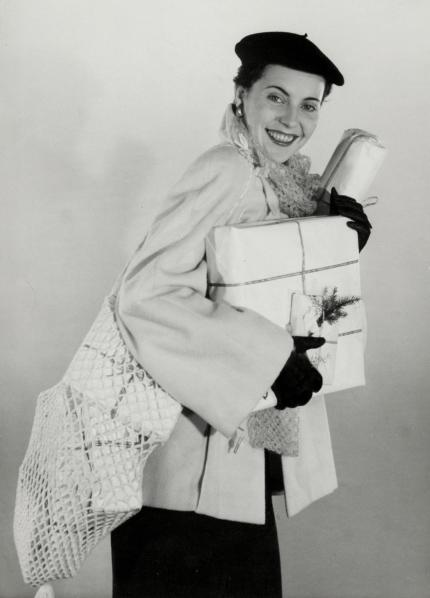
Vrouw met alpinomutsje (1950-1960)
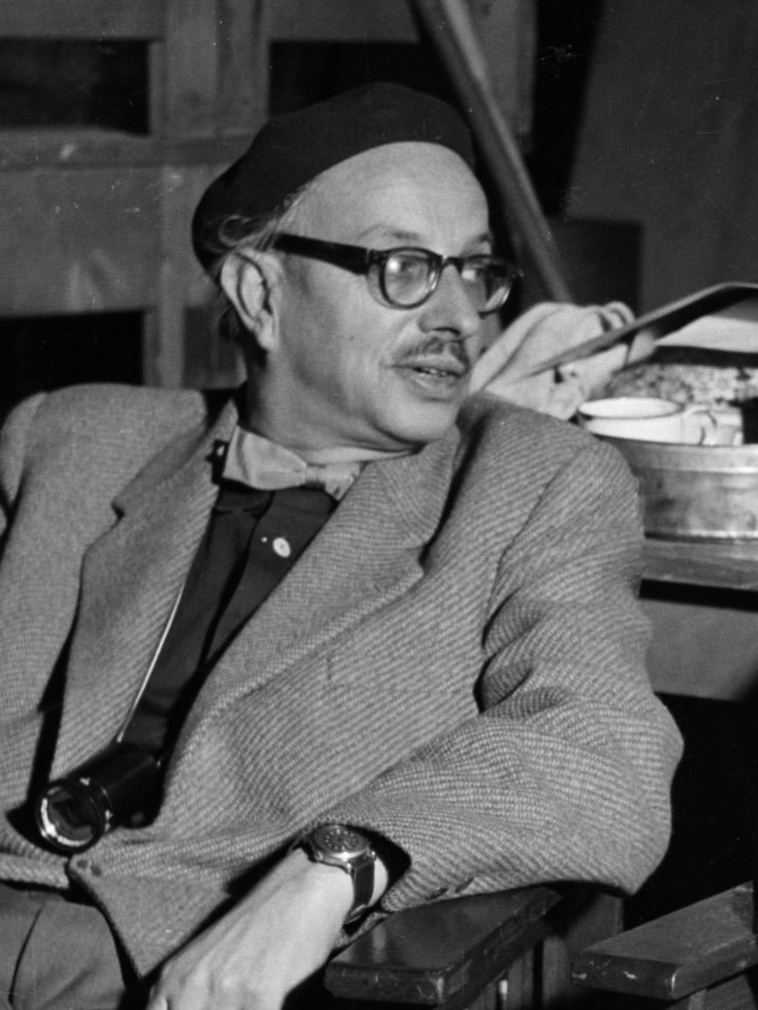
Filmregisseur Gerard Rutten (1953)
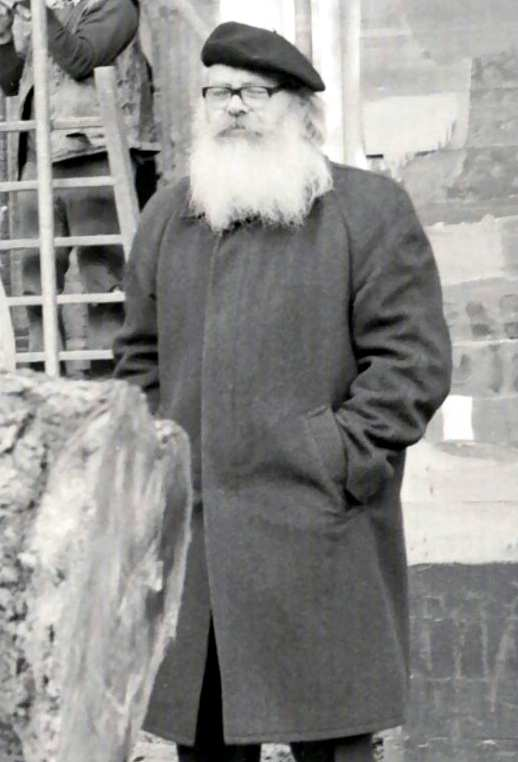
Kunstenaar Koos van Bruggen (1973)
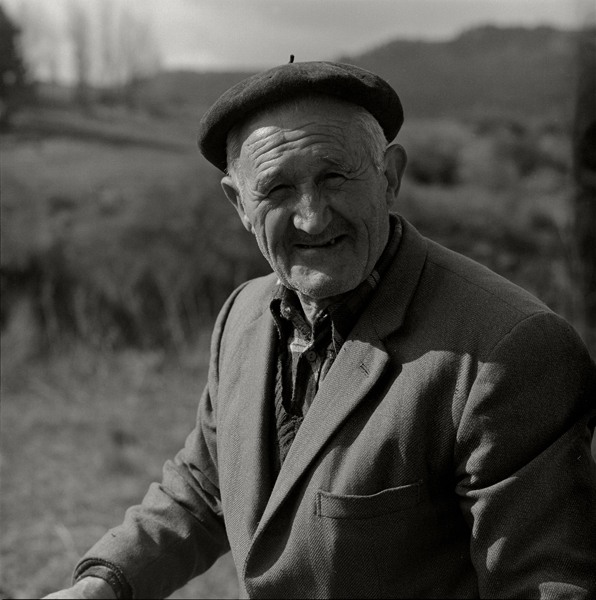
Man met alpino (1976)
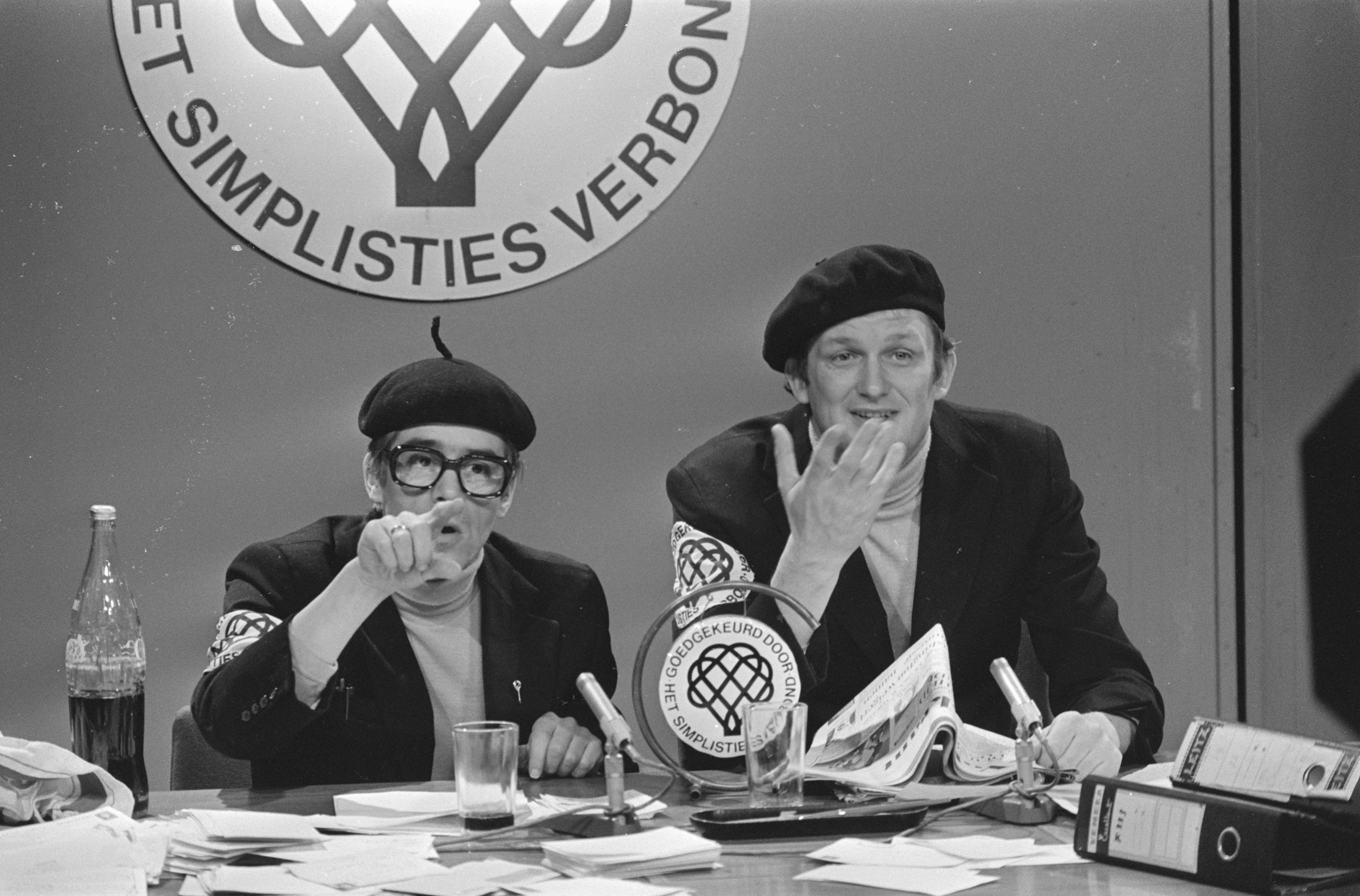
Het Simplisties Verbond van Kees van Kooten en Wim de Bie gebruikte naast de mattenklopper de alpinopet als herkenningsteken (1976)